# Tohko
tohko（とうこ、本名・非公開、1977年5月25日 - ）は、日本の女性歌手。東京都出身。身長165cm、血液型O型。青山学院幼稚園 - 青山学院大学文学部教育学科卒業（幼児教育専攻）。 幼稚園教諭免許を保持。既婚者の妹がいる。

## 略歴
- 1990年、音羽ゆりかご会在籍中にカーネギーホールで行われたコンサートでソロを担当。
- 1998年1月14日、トーコとして、小室哲哉・日向大介共同プロデュースの下、「BAD LUCK ON LOVE 〜BLUES ON LIFE〜」でデビュー。小室サウンドにマッチした、独特の絹糸のようなハイトーンの歌声と歌唱力が話題となり[3]、同曲は9週連続20位以内をキープし、30万枚以上のセールスを記録。
- 「ふわふわ ふるる」で日本レコード大賞新人賞を獲得。
- 2000年 - 2001年、レ・ミゼラブル日本公演にコゼット役で出演[4]。
- 2003年12月3日に発売された田中直樹のソロアルバム「BACK OF THE CONDUCTOR」（BBAレーベル）にゲスト参加（籐子名義）。
- 2008年9月5日、約8年ぶりのシングルとなる「絆〜KIZUNA〜」をリリース。障害者アスリートチャリティーソングになっており、CD収益の一部は障害者アスリートの人々へ寄付された。
- 2009年6月1日、事務所をホリプロ・ブッキング・エージェンシーから、LOVE×TRAX Officeに移籍。名前の表記をデビュー間もない頃のtohkoに戻す。
- 2011年4月1日、事務所をLOVE×TRAX Officeから、フェニックスミュージック株式会社に移籍。

## エピソード
デビュー初期はトーコ名義であったが、3rdシングルよりtohkoに改名。2002年以降は主に籐子名義で活動していたが、2009年の事務所移籍の際に再びtohko名義となった。
デビュー前に小室から芸名に関して「トーコ」「tohko」「籐子」の3つの案が出された。「tohko」は小室と日向の共同プロデュースなので、二人のイニシャルが入っていた。「籐子」は小室の「ナチュラルでしなやか、だけど強さのある歌手になってほしい」という意味が込められていた。「トーコ」は「デビューした新人のお披露目なので、誰にでも覚えてもらいやすいカタカナにしよう」というアイディアだった。
子供の頃ザ・ドリフターズが好きで、8時だョ!全員集合に出演していた少年少女合唱隊に入ればドリフと競演できると思い合唱団に入る。
中学卒業時に宝塚音楽学校を受験しているが、二次試験で不合格となり入団を断念している。
富士の樹海でのPV撮影の際、遊びで撮った写真に上半身の無い、足だけしか写っていない心霊写真が撮れてしまった事がある。この写真はダウンタウンDX（2001年5月10日放送分）で披露している。
運命を変えた人物として元タカラジェンヌの真矢みきの名前を挙げており、レ・ミゼラブル出演の際、真矢自身がデザインした楽屋のれんを本人からプレゼントされている。
水島新司の漫画・ドカベン プロ野球編で、西武ライオンズ対福岡ダイエーホークス戦（西武ドーム）で始球式をするという設定で登場したことがある。しかしその始球式をした相手バッターが悪球打ちのダイエー・岩鬼だったため、ホームランを打たれて「記念のボールがもらえない」と涙を浮かべてしまう、という設定であった。始球式後には岩鬼のバットをもらうところが描かれている。

## ディスコグラフィ

### シングル
| 枚   | 発売日         | タイトル                                             | 規格品番   | オリコン最高位 | タイアップ                                    |
| ---- | -------------- | ---------------------------------------------------- | ---------- | -------------- | --------------------------------------------- |
| 1st  | 1998年1月14日  | BAD LUCK ON LOVE 〜BLUES ON LIFE〜                   | PCDA-01034 | 14位           | perfecTV!「STAR digio」CMソング               |
| 2nd  | 1998年4月17日  | LOOPな気持ち                                         | PCDA-01053 | 14位           | 明治乳業「ブリック」CMソング                  |
| 3rd  | 1998年7月15日  | ふわふわ ふるる                                      | PCDA-01081 | 16位           | カネボウ「テスティモII」CMソング              |
| 4th  | 1998年9月9日   | It's all about us 〜from the motion picture "BEAT"〜 | PCDA-01094 | 49位           |                                               |
| 5th  | 1998年11月11日 | tohhikoh                                             | PCCA-01269 | 34位           | ジャストシステム「花子9」CMソング             |
| 6th  | 1999年2月24日  | WHO...                                               | PCCA-01274 | 44位           | ハウス食品「やすらぎウォーターfoo」CMソング   |
| 7th  | 1999年5月12日  | HEARTS                                               | PCCA-01331 | 37位           | フジテレビ系ドラマ「ナオミ」挿入歌            |
| 8th  | 1999年8月11日  | at ease...!?                                         | PCCA-01374 | 94位           | カネボウ「肌美精」CMソング                    |
| 9th  | 2000年1月19日  | FOR A LONG TIME                                      | PCCA-01399 | 55位           |                                               |
| 10th | 2000年11月1日  | PUZZLE…by the irony of fate…                         | PCCA-01476 | 48位           | NHK総合ドラマ「深く潜れ〜八犬伝2001〜」主題歌 |
| 11th | 2008年9月5日   | 絆〜KIZUNA〜                                         | B001D8NGMC |                | 障害者アスリートチャリティーソング            |
| 12th | 2014年3月22日  | KEEP IN MIND                                         | THKO-1401  |                |                                               |
| 13th | 2016年8月1日   | 無限のチカラ                                         | THKO-1601  |                |                                               |

### アルバム
| 枚  | 発売日        | タイトル                            | 規格品番   | オリコン最高位 |
| --- | ------------- | ----------------------------------- | ---------- | -------------- |
| 1st | 1998年8月26日 | 籐子                                | PCCA-01223 | 3位            |
| 2nd | 1999年7月22日 | cure                                | PCCA-01358 | 15位           |
| 3rd | 2018年11月1日 | tohko XX ～20th ANNIVERSARY ALBUM～ | THKO-1801  |                |

| 枚  | 発売日         | タイトル                                          | 規格品番   | オリコン最高位 |
| --- | -------------- | ------------------------------------------------- | ---------- | -------------- |
| 1st | 2001年3月7日   | tohko BEST ALBUM 10+5                             | PCCA-01507 | 45位           |
| 2nd | 2008年12月17日 | tohko BEST ALBUM 10+5 〜10th Anniversary editon〜 | PCCA-50013 |                |

| 枚  | 発売日         | タイトル                                   | 規格品番  |
| --- | -------------- | ------------------------------------------ | --------- |
| 1st | 2023年11月26日 | tohko+MM Covers ～tohko 25th Anniversary～ | TKMM-2301 |

### 配信シングル
| # | 配信日         | タイトル      | 備考 |
| - | -------------- | ------------- | --- |
| 1 | 2007年12月12日 | 花 〜I will〜 | 作詞：籐子・佐原けいこ / 作曲：籐子・日比野元気。デビュー以来初の配信限定リリース：iTunes Storeなど各PC配信サイト・各携帯配信サイトから配信中。 |

### 収録CD不明楽曲
- Astral Story
  - PCゲーム『星彩のレゾナンス』オープニングテーマ、作詞

### 音楽CD
| 発売日   | タイトル                                                              | 名義                             | 楽曲                                | タイアップ/備考                                                                          |
| 2003年   | 2003年                                                                | 2003年                           | 2003年                              | 2003年                                                                                   |
| -------- | --------------------------------------------------------------------- | -------------------------------- | ----------------------------------- | ---------------------------------------------------------------------------------------- |
| 3月26日  | エイケン キャラクターソング＆ドラマアルバム〜萌える音楽室〜           | tohko                            | 「Good Fellows」                    | ラジオドラマ『エイケン〜課外授業〜』オープニングテーマ                                   |
| 3月26日  | エイケン キャラクターソング＆ドラマアルバム〜萌える音楽室〜           | tohko                            | 「ヴァイオレット・レインの瞬間」    | ラジオドラマ『エイケン〜課外授業〜』エンディングテーマ                                   |
| 6月25日  | ？                                                                    | tohko                            | 「Feel like our days」              | OVA『エイケン〜エイケンヴより愛をこめて〜』オープニングテーマ                            |
| 6月25日  | ？                                                                    | tohko                            | 「JEWEL'S memory」                  | OVA『エイケン〜エイケンヴより愛をこめて〜』エンディングテーマ                            |
| 6月25日  | LISTEN IN CLEAR LIGHT VOL.3〜ENLIGHTENMENT〜                          | tohko                            | 「AI＜愛＞」 「LIGHT IS BEAUTIFUL」 |                                                                                          |
| 12月3日  | BACK OF THE CONDUCTOR                                                 | tohko                            | 「TEINEI」                          |                                                                                          |
| 2006年   |                                                                       |                                  |                                     |                                                                                          |
| 6月21日  | ANGEL HEART VOCAL COLLECTION VOL.1                                    | 籐子                             | 「Angel Tears」                     | TVアニメ『エンジェル・ハート』挿入歌、作詞                                               |
| 2008年   |                                                                       |                                  |                                     |                                                                                          |
| 3月1日   | お礼の歌                                                              | 籐子                             | 「お礼の歌」                        |                                                                                          |
| 2009年   |                                                                       |                                  |                                     |                                                                                          |
| 3月25日  | i Meets...                                                            | 12人のヴァイオリニスト feat.籐子 | 「Wandering」                       | 作詞                                                                                     |
| 2010年   |                                                                       |                                  |                                     |                                                                                          |
| 5月28日  | Providence -Angel Note Best Collection Volume VII-                    | tohko                            | 「Run」                             | PCゲーム『コミュ - 黒い竜と優しい王国 -』エンディングテーマ、作詞                        |
| 5月28日  | 廻り巡ればめぐるときっ!? サウンドトラック                             | tohko                            | 「恋ゴコロ」                        | PCゲーム『廻り巡ればめぐるときっ!?』挿入歌(エンディング)、作詞                           |
| 8月13日  | Tiny Dungeon -BLACK and WHITE- original soundtrack                    | tohko                            | 「それぞれの明日」                  | PCゲーム『Tiny Dungeon 〜BLACK and WHITE〜』エンディグテーマ                             |
| 9月22日  | 黄昏のシンセミア ORIGINAL SOUNDTRACK                                  | tohko                            | 「想いの果て」                      | PCゲーム&PSP版『黄昏のシンセミア』エンディグテーマ                                       |
| 2011年   |                                                                       |                                  |                                     |                                                                                          |
| 5月6日   | ORANGE CANDY BOX -Angel Note Best Collection Volume VIII-             | tohko                            | 「I believe in you」                | PCゲーム『Hello,good-bye』挿入歌                                                         |
| 5月6日   | ORANGE CANDY BOX -Angel Note Best Collection Volume VIII-             | tohko                            | 「Friends」                         | PCゲーム『るいは智を呼ぶファンディスク―明日のむこうに視える風―』オープニングテーマ、作詞 |
| 2012年   |                                                                       |                                  |                                     |                                                                                          |
| 11月5日  | Tiny Dungeon〜BRAVE or SLAVE〜 SPECIAL SONG CD                        | tohko                            | 「手のひらの未来」                  | PCゲーム『Tiny Dungeon 〜BRAVE or SLAVE〜』エンディングテーマ                            |
| 11月30日 | あえて無視するキミとの未来〜Relay broadcast〜 予約特典ミニ サントラCD | tohko                            | 「SIGNAL」                          | PCゲーム『あえて無視するキミとの未来 〜Relay broadcast〜』オープニングテーマ、作詞       |
| 2013年   |                                                                       |                                  |                                     |                                                                                          |
| 3月29日  | Venus Voice -Angel Note Best Collection Volume IX-                    | tohko                            | 「Sweet Love」                      | PCゲーム『なでしこドリップ』オープニングテーマ、作詞                                     |
| 3月29日  | Venus Voice -Angel Note Best Collection Volume IX-                    | tohko                            | 「Le Conseil」                      | PCゲーム『古色迷宮輪舞曲 〜HISTOIRE DE DESTIN〜』オープニングテーマ、作詞                |
| 2014年   |                                                                       |                                  |                                     |                                                                                          |
| 5月2日   | To the Brilliant Future -Angel Note Best Collection Volume X-         | tohko                            | 「Chemin」                          | PCゲーム『テンタクルロード -我が手に堕ちよ勇壮なる乙女-』オープニングテーマ              |
| 8月14日  | Endless Dungeon ORIGINAL SONG CD Endless                              | tohko                            | 「answer」                          | PCゲーム『Endless Dungeon』エンディングテーマ                                            |
| 2016年   |                                                                       |                                  |                                     |                                                                                          |
| 1月29日  | Melodies Angel Note Best Collection Vol.11                            | tohko                            | 「桜の記憶」                        | PCゲーム『花の野に咲くうたかたの』挿入歌、作詞                                           |
| 1月29日  | Melodies Angel Note Best Collection Vol.11                            | tohko                            | 「True Heart」                      | PCゲーム『恋式マニュアル』エンディングテーマ                                             |
| 1月29日  | Melodies Angel Note Best Collection Vol.11                            | tohko                            | 「True Heart（AZにゃんRemix）」     |                                                                                          |
| 2017年   |                                                                       |                                  |                                     |                                                                                          |
| 2月10日  | 千恋*万花 オリジナル・サウンドトラック                                | tohko                            | 「キミのとなり」                    | PCゲーム『千恋*万花』芦花エンディングテーマ、作詞                                        |

### 楽曲提供
黒瀬真奈美 with 12人のヴァイオリニスト
- 恋想曲 (作詞：黒瀬真奈美、leonn / 作曲：籐子、日比野元気 / 編曲：河野伸) 2008年9月10日

## 出演

### CM
- ハウス食品『やすらぎウォーターfoo』（1999年）

### テレビ
- BS-i『i-SPORTS Heart-Beat Weekend』（2003年4 - 9月）※日曜日のみサブ司会の"サンデーパートナー"として。
- 踊る!さんま御殿!!（2023年6月20日、日本テレビ）

### ラジオ
- トーコのBRAND NEWな気持ち（1998年4 - 9月、FM-YOKOHAMA）
- 〜今日からヒーロー〜岡田実音のヴォイス・レッスン（北陸放送等）

### テレビアニメ
- エンジェル・ハート 第37・38話（2006年） - ミキの母親・サトちゃん 役

### 舞台
- レ・ミゼラブル（コゼット役、2000年12月3日 - 2001年2月21日）
- イシマツ〜踊る東海道〜（亀姫役、2002年3月2日 - 24日）
- GENERATIONS Vol.2（2007年7月28日、29日）
- GENERATIONS Vol.3（2007年10月26日 - 28日）
- GENERATIONS Vol.4（2008年3月1日）
- ヘルパーズ!〜あなたがいる風景〜（2008年10月） - 三井ひまわり 役
- ザ・デイサービス・ショウ It's Only Rock'n Roll（2016年10月 - 12月、志木市民会館パルシティ ほか） - 織部愛（オリーブ） 役[7]

## 受賞歴
- 1998年 第31回全日本有線放送大賞 新人賞「ふわふわ ふるる」
- 1998年 第40回輝く!日本レコード大賞 新人賞「ふわふわ ふるる」